# Alberto Bombassei
Alberto Bombassei (Vicenza, 5 ottobre 1940) è un imprenditore, dirigente d'azienda e politico italiano.

## Biografia

### Attività imprenditoriale
Di origini auronzane, è nato a Vicenza ma è cresciuto a Bergamo a causa degli spostamenti legati al lavoro del padre Emilio. A scuola è compagno di banco del futuro stilista Nicola Trussardi.
Nel 1961 il padre fonda la Brembo S.p.a., attiva nella progettazione e produzione di sistemi frenanti. Entra in azienda nel 1964 come responsabile commerciale, divenendo nel 1976 direttore generale. Nel 1983 pianifica l'ingresso degli americani della Kelsey-Hayes che poi lasceranno dieci anni più tardi.
Nel 1984 assume l'incarico di amministratore delegato, nel 1993 vi aggiunge anche quello di presidente. Ed è l'ideatore del Parco tecnologico Kilometro Rosso, uno dei più importanti centri di ricerca situato sulla direttrice autostradale A4 a Stezzano, poco prima di Bergamo.
Nel 2003 dall'Università degli Studi di Bergamo gli è conferita la laurea honoris causa in ingegneria meccanica, nel 2010 ha il master in Strategie per il business dello sport dall'Università Ca' Foscari di Venezia.
La sua strategia è di essere vicini ai luoghi in cui si genera il maggiore fatturato. Così nel settembre 2015 Bombassei rileva per 86 milioni il controllo di Asimco Meilian Braking Systems, produttore cinese di freni a disco con sede nei pressi di Pechino. A giugno 2018 inaugura un nuovo stabilimento in Cina, a Nanchino, con un investimento di 100 milioni di euro per produrre due milioni di pezzi. In precedenza ha aperto un altro stabilimento in Messico, a Monterrey, a poche centinaia di chilometri dal confine con il Texas.
Bombassei controlla la Brembo con il 53,2% attraverso la cassaforte di famiglia, la Nuova Fourb con un patrimonio netto di 228 milioni. Dopo l'acquisizione nel 2017 di Ntv, l'operatore ferroviario del treno Italo, da parte di un fondo americano, Bombassei - aveva investito nell'iniziativa nel 2008 rilevando circa il 5% - si è ritrovato con una plusvalenza di circa 65 milioni che ha poi reinvestito (insieme ad alcuni ex soci: Montezemolo, Flavio Cattaneo, Punzo, Seragnoli) nell'iniziativa ferroviaria sottoscrivendo un aumento di capitale di 150 milioni di euro, pari al 7,74% del capitale. Nuova Fourb possiede anche lo 0,28% di Ubi Banca nell'ambito di un accordo, chiamato "Patto dei mille" e nato prima della trasformazione dell'istituto da popolare in Spa, che possiede il 3,2% complessivo della banca e raggruppa alcune importanti famiglie bergamasche, dai Radici agli Zanetti e ai Percassi.

#### Altri incarichi
Alberto Bombassei ricopre (o ha ricoperto) cariche importanti in varie società: consigliere d'amministrazione in Italcementi, Atlantia, Pirelli, Ciccolella, Nuovo Trasporto Viaggiatori. Vicepresidente per le relazioni industriali, affari sociali e previdenza della Confindustria, nel marzo del 2012 si candida alla guida proprio del sindacato degli imprenditori, ma viene sconfitto con undici voti di scarto (93 contro 82) dal leader della Mapei Giorgio Squinzi.

### Attività politica
Alle elezioni politiche del 2013 viene candidato alla Camera dei deputati, come capolista di Scelta Civica per l'Italia nelle circoscrizioni Lombardia 2 e Veneto 2, ed eletto deputato in entrambe le circoscrizioni, optando per il seggio nella circoscrizione Lombardia.
Il 17 ottobre 2013 assume la presidenza pro tempore di Scelta Civica, dopo le dimissioni di Mario Monti, venendo successivamente confermato definitivamente in quell'incarico il 16 novembre; il 10 aprile 2014 comunica, in una lettera indirizzata alla segretaria Stefania Giannini, le proprie dimissioni da tale incarico.
A luglio 2016 è tra coloro i quali si schiera contro la fusione di Scelta Civica con Alleanza Liberalpopolare-Autonomie (ALA) di Denis Verdini, pertanto abbandona il partito assieme ad altri 14 deputati e dà vita al gruppo parlamentare Civici e Innovatori.[2] Da lì a poco torna esclusivamente all'attività di imprenditore.
Alle elezioni politiche del 2018 Bombassei appoggia pubblicamente +Europa, lista guidata da Emma Bonino di stampo liberale ed europeista nata dalla fusione di Radicali Italiani, Forza Europa di Benedetto Della Vedova e Centro Democratico di Bruno Tabacci.
Il 20 giugno 2022, circa un mese prima della caduta del governo Draghi, Bombassei versa 50.000 € ad Azione di Carlo Calenda in vista delle possibili elezioni politiche anticipate.

## Onorificenze
Gli sono stati conferiti numerosi premi e riconoscimenti, tra i quali:
- Premio Capo D'Orlando, sezione "scienza e industria", conferitogli nel 2019;
- Premio “ASFOR alla carriera”, conferitogli nel febbraio 2008 per il ruolo svolto nello sviluppo economico e sociale del nostro Paese;
- Premio “Amerigo Vespucci”, conferito nel novembre 2007 a San Paolo del Brasile per il contribuito allo sviluppo delle relazioni fra Italia e Brasile;
- Premio Eurostar, conferito nel 2004 dalla rivista "Automotive News Europe" per gli eccezionali risultati raggiunti alla guida dell'azienda Brembo;
- Premio Leonardo “Qualità Italia”, consegnato dal presidente della Repubblica Carlo Azeglio Ciampi nel dicembre 2003 per aver portato il Made in Italy nel mondo.